# IPhone SE (thế hệ thứ 3)
iPhone SE thế hệ thứ 3 (còn gọi là iPhone SE 3 hay iPhone SE 2022) là mẫu điện thoại thông minh được thiết kế và phát triển bởi Apple Inc. Đây là một phần của iPhone thế hệ thứ 15, cùng với iPhone 13 và iPhone 13 Pro. Apple đã công bố iPhone SE thế hệ thứ 3 vào ngày 8 tháng 3 năm 2022, kế nhiệm cho iPhone SE 2. Các đơn đặt hàng trước bắt đầu vào ngày 11 tháng 3 năm 2022, và điện thoại sẽ được phát hành 1 tuần sau đó.
Thế hệ thứ 3 có kích thước và yếu tố hình thức của thế hệ trước, trong khi các thành phần phần cứng bên trong được lựa chọn từ dòng iPhone 13, bao gồm cả hệ thống trên chip A15 Bionic.

## Lịch sử
Tin đồn về iPhone SE thế hệ thứ 3 có từ ngày 25 tháng 10 năm 2021, và đã được công bố trong khuôn khổ Sự kiện của Apple vào ngày 8 tháng 3 năm 2022.

## Thông số kỹ thuật

### Thiết kế
iPhone SE có khung nhôm, kết hợp với mặt trước và mặt sau bằng kính. Nó có cùng kích thước và kích thước vật lý như thế hệ tiền nhiệm.
iPhone SE có ba màu: Midnight, Starlight và phiên bản Product Red. Midnight và Starlight lần lượt thay thế cho Black và White, trong khi Product Red vẫn giữ nguyên.
iPhone SE kết hợp hệ thống kiến trúc Apple A15 Bionic (5 nm) trên chip (SoC), với một bộ đồng xử lý chuyển động tích hợp và động cơ thần kinh thế hệ thứ 5. Nó bao gồm ba phiên bản bộ nhớ trong: 64 GB, 128 GB và 256 GB, cùng với 4 GB RAM, tăng hơn 3 GB RAM so với thế hệ thứ 2. iPhone SE thế hệ thứ 3 được xếp hạng IP67 về khả năng chống bụi và nước như người tiền nhiệm của nó. Điện thoại thiếu các tính năng băng thông rộng được kích hoạt bởi chip U1 được tìm thấy trong iPhone 13 và 13 Pro. Mặc dù kích thước nhỏ hơn của điện thoại có thể dẫn đến tăng cường điều tiết nhiệt, chip A15 trên iPhone SE vẫn chạy ở cùng tần số CPU cao nhất như iPhone 13. Tương tự như thế hệ trước, iPhone SE thế hệ thứ 3 không có jack cắm tai nghe stereo 3,5 mm tiêu chuẩn.
| Màu sắc | Tên gọi       |
| ------- | ------------- |
|         | Midnight      |
|         | Starlight     |
|         | (PRODUCT) RED |

### Hiển thị
iPhone SE có màn hình Retina HD tương tự như thế hệ trước, sử dụng công nghệ IPS với True Tone và gam màu rộng (Display P3). Màn hình có độ phân giải 1334 × 750 pixel, giống như các mẫu iPhone 4,7 inch (120 mm) trước đây. Mật độ điểm ảnh là 326 ppi, giống như trên tất cả các mẫu iPhone có màn hình LCD kể từ khi màn hình Retina được giới thiệu trên iPhone 4, ngoại trừ các mẫu Plus. Nó có thể phát nội dung HDR10 và Dolby Vision mặc dù không có màn hình hỗ trợ HDR, được thực hiện bằng cách chuyển đổi nội dung HDR để phù hợp với màn hình trong khi vẫn có một số cải tiến đối với dải động, độ tương phản và gam màu rộng so với nội dung tiêu chuẩn.

### Máy ảnh
iPhone SE có camera sau 12 MP với ống kính đơn, tương tự như hệ thống camera ống kính đơn của người tiền nhiệm, có khả năng quay video 4K ở 24, 25, 30 hoặc 60 khung hình/giây, video HD 1080p ở 25, 30 hoặc 60 khung hình/giây hoặc video HD 720p ở tốc độ 30 khung hình/giây. Máy ảnh này có khẩu độ ƒ/1.8, tự động lấy nét, ổn định hình ảnh quang học và đèn flash True Tone bốn LED. Điện thoại cũng có thể chụp ảnh toàn cảnh lên đến 63 MP và chụp ảnh ở chế độ liên tục. Máy ảnh trước là 7 MP với khẩu độ f/2.2 và tự động lấy nét, có khả năng quay video HD 1080p ở tốc độ 25 hoặc 30 khung hình/giây và video chuyển động chậm ở tốc độ 120 khung hình/giây.
iPhone SE thế hệ thứ 3 bổ sung một số chức năng máy ảnh được kích hoạt bởi A15 Bionic. Giống như iPhone 13 và 13 Pro, camera sau hỗ trợ Smart HDR 4. Camera sau cũng hỗ trợ video dải động mở rộng lên đến 30 khung hình/giây, ghi âm thanh nổi và ổn định video điện ảnh. Cả camera trước và sau của iPhone SE đều hỗ trợ chế độ Chân dung và Chiếu sáng chân dung. Việc triển khai chế độ Chân dung của SE chỉ hỗ trợ nguyên bản hình ảnh của con người, vì phần cứng không tạo ra bản đồ độ sâu thông qua việc sử dụng các pixel lấy nét và thay vào đó dựa vào máy học dựa trên phần mềm. Giống như 13 và 13 Pro, chế độ Chân dung có khả năng kiểm soát độ sâu và hiệu ứng bokeh nâng cao (hiệu ứng làm mờ vùng mất nét nền xung quanh chân dung). Điện thoại hỗ trợ Deep Fusion và Photographic Styles, nhưng thiếu hỗ trợ một số tính năng như Chế độ ban đêm và Chế độ điện ảnh do phần cứng cảm biến cũ hơn.